# Estanislau de Szczepanów
Estanislau de Szczepanów (Szczepanów, Cracóvia, Polônia, 26 de julho de 1030 - Cracóvia, 11 de abril de 1079) era bispo de Cracóvia, santo e mártir da Igreja Católica.

## Biografia
Seus pais eram pobres, mas estes encontraram uma forma de educação para o filho com os monges beneditinos. Estudando na escola da Catedral de Liège (por um certo período, sede da Primazia Eclesiástica da Polônia), entrou na carreira eclesiástica.
Foi ordenado sacerdote pelo Arcebispo de Cracóvia, Lamberto Zula, sendo-lhe entregue a comunidade de Czembocz, de onde surgiu a fama de pastor honesto e zeloso. Foi nomeado Canônico do Capitólio Metropolitano e vigário diocesano geral. Em 1072, com a morte de Lamberto Zula, Estanislau foi denominado seu sucessor pelo próprio Papa Alexandre II.
Recebeu, inicialmente, a boa ajuda do Rei Boleslau II, que auxiliava em todos os trabalhos de evangelização. Entretanto, o rei apaixonou-se por uma bela matrona, Cristina, que era casada com Miecislau. Apesar dos conselhos de Estanislau e de sua exigência de que os preceitos católicos do casamento fossem respeitados, Boleslau não se conformou em ficar sem a sua amada. Simplesmente, mandou raptá-la. O bispo ameaçou excomungá-lo, mas o rei não recuou. Estanislau cumpriu a ameaça e Boleslau, enfurecido, ordenou a execução do religioso, comandando em pessoa a invasão da igreja de São Miguel, na Cracóvia, onde Estanislau celebrava uma missa.
Visto que os guardas não conseguiram matar o Bispo, o rei teve de assassiná-lo com as próprias mãos. Estanislau foi trucidado no dia 11 de abril de 1079.

## Santo
Foi solenemente canonizado em Assis pelo Papa Inocêncio IV em 17 de agosto de 1253: é padroeiro principal da Polônia e seu culto é particularmente vivo na Lituânia, Bielorrússia, Ucrânia e Estados Unidos.
É festejado em 11 de abril.